# Coclé
Coclé je jedna z 10 panamských provincií. Nachází se ve středu státu na pobřeží Panamského zálivu. Zabírá 6,67 % rozlohy celé Panamy a žije zde 6,86 % panamské populace. Při sčítání obyvatelstva v roce 2010 se 1 689 obyvatel provincie přihlásilo k indiánskému původu a 10 349 lidí k africkému původu.
Provincie je dále dělena na 6 distriktů:
- Aguadulce (San Juan Bautista de Aguadulce)
- Antón (Antón)
- La Pintada (La Pintada)
- Natá (Natá de los Caballeros)
- Olá (Olá)
- Penonomé (Penonomé)